# Фесуненко Ігор Сергійович
Ігор Сергійович Фесуненко (28 січня 1933, Оренбург, РРФСР, СРСР — 28 квітня 2016, Москва, Росія) — радянський і російський журналіст-міжнародник, письменник, теле — і радіоведучий. Викладач МДІМВ.

## Біографія
Народився в Оренбурзі, дитинство провів у Москві та Запоріжжі, під час війни жив на Уралі.
У 1950 році закінчив середню школу № 50 Ленінського району Запоріжжя.
У 1955 році закінчив московський Історико-архівний інститут за спеціальністю «історик-архівіст». Наступні два роки служив у лавах Радянської армії.
З 1957 по 1963 роки працював у Головному архівному управлінні.
Позаштатно співпрацював з «Комсомольською правдою» і з Держтелерадіо СРСР, де в 1963 році став співробітником латиноамериканської редакції (Фесуненко на той момент володів іспанською мовою). Був направлений в Бразилію, де став вивчати португальську мову.
З 1966 року — власний кореспондент Держтелерадіо СРСР з країнами Південної Америки (корпункт в Ріо-де-Жанейро).
У 1971 році повернувся до СРСР. З 1973 по 1975 рік — кореспондент Держтелерадіо СРСР на Кубі.
З 1975 по 1979 рік працював у Португалії.
Працював на Центральному телебаченні політичним оглядачем і ведучим таких передач, як «Сьогодні в світі», «Камера дивиться в світ», «Міжнародна панорама», «Час». На початку 1990-х років працював в Італії.
У 1990-х роках вів передачі на «Маяку», був керівником бригади понеділка у програмі «Доброго ранку» на ОРТ. Коментував фінальний матч чемпіонату світу з футболу 1998 року у Франції на ОРТ в парі з Віктором Гусєвим.
На початку 2000-х років працював у прямому ефірі на одному з кабельних московських телеканалів. У 2004—2006 роках вів програму «Головне з Ігорем Фесуненко» на «П'ятому каналі» (Санкт-Петербург).
В останні роки життя вів викладацьку діяльність.
Помер 28 квітня 2016 року. Похований на Троєкуровському кладовищі.
Нагороджений орденом «Знак Пошани», медаллю «За трудову відзнаку», мав звання «почесний радист». Вболівав за футбольні клуби «Ботафого» (Ріо-де-Жанейро) і ЦСКА (Москва).

## Родина
- Батько Сергій Олександрович Фесуненко працював головним механіком на Запорізькому алюмінієвому заводі, туди переїхали всією сім'єю, коли почалася Велика Вітчизняна війна, їх евакуювали на Уральський алюмінієвий завод — а там батько працював на виробництві алюмінію для літаків[2].
- Мати Євдокія Іванівна Фесуненко закінчила юрфак в Іркутську, була домогосподаркою, у 1944 році повернулася з батьком у Запоріжжя на відновлення заводу[2].
- Сестра Інна Сергіївна (д. Фесуненко)[2].
- Перша дружина Ірина померла[9].
- Дочка Олена Ігорівна (д. Фесуненко) перша дружина (1976—1979) співака та музиканта Андрія Макаревича
- Внучка Юлія закінчила МДІМВ[9].
- Друга дружина Олена[9].